# Barbacoas (Urdaneta)
Pour les articles homonymes, voir Barbacoas.
Barbacoas est une ville du Venezuela, capitale de la paroisse civile d'Urdaneta et chef-lieu de la municipalité d'Urdaneta située dans l'État d'Aragua. La ville est fondée en 1712 par le père Gerónimo Rebolledo.